# Władysław Duława
Władysław Duława (ur. 5 marca 1911 w Jaworzu, zm. 23 maja 1975 w Bielsku-Białej) – lekarz, inicjator i współtwórca Obwodu Lecznictwa Kolejowego w Bielsku-Białej.

## Życiorys
Urodził się w chłopskiej rodzinie Karola i Marii z d. Niesyt. Absolwent Uniwersytetu Jagiellońskiego (1938).
28 sierpnia 1939 powołany do rezerwy służby wojskowej przy 2. Okręgowym Szpitalu Wojskowym w Lublinie – został skierowany do szpitala ewakuacyjnego EWA 21. Po kapitulacji powrócił do Jasienicy, gdzie przyłączył się do pracy konspiracyjnej w obszarze Wisły i Beskidów Generalnego Gubernatorstwa. Za tę działalność został aresztowany 18 kwietnia 1940, osadzony w Bielsku i w Cieszynie, 28 kwietnia 1940 wywieziony do obozu Dachau a następnie, 5 czerwca 1940, przewieziony do Mauthausen-Gusen, gdzie od końca sierpnia 1940 pracował jako sanitariusz dochodzący z bloku 13. Pod koniec 1941 roku zwolniony z obozu koncentracyjnego, powrócił w rodzinne strony i dalej prowadził współpracę z ruchem oporu w okręgu Będzin.
Po 1945 przyczynił się do stworzenia Szpitala Epidemicznego w Komorowicach Krakowskich. Budowniczy i wieloletni kierownik Obwodowej Przychodni Lekarskiej PKP w Bielsku-Białej przy ulicy Traugutta 12, gdzie został upamiętniony przez kolejarzy podobizną w formie płaskorzeźby. Lekarz Centralnej Szkoły Instruktorów Szybowcowych PO SP w Aleksandrowicach w latach 1949-1951.
Jego żoną była Janina z domu Olchowy (1909–1982).
Został pochowany na cmentarzu przy ulicy Grunwaldzkiej w Bielsku-Białej.

## Odznaczenia
- Krzyż Kawalerski Orderu Odrodzenia Polski

## Publikacje
- Szybownictwo. Podręcznik instruktora i pilota szybowcowego - praca zbiorowa Instytutu Szybownictwa pod redakcją Włodzimierza Humena. Autor rozdziału Pierwsza pomoc w wypadkach szybowcowych. Wydawnictwo „Prasa Wojskowa”, Warszawa 1948. Indeks: 3484/98/0002. Tin: T00290509.